# The 400 Mini
The 400 Mini, anche scritto ufficialmente THE400 Mini, è una console dedicata al retrogaming, che esternamente riproduce in miniatura uno storico home computer Atari 400 (1979), e internamente è in grado di emulare tutti i modelli della linea Atari 8-bit (1979-1992) e la console Atari 5200 (1982). È stata lanciata nel 2024 dalla società britannica Retro Games Ltd., con licenza ufficiale di Atari.
La casa produttrice aveva già realizzato progetti simili con The C64 Mini, The C64, The VIC20 e The A500 Mini.

## Caratteristiche

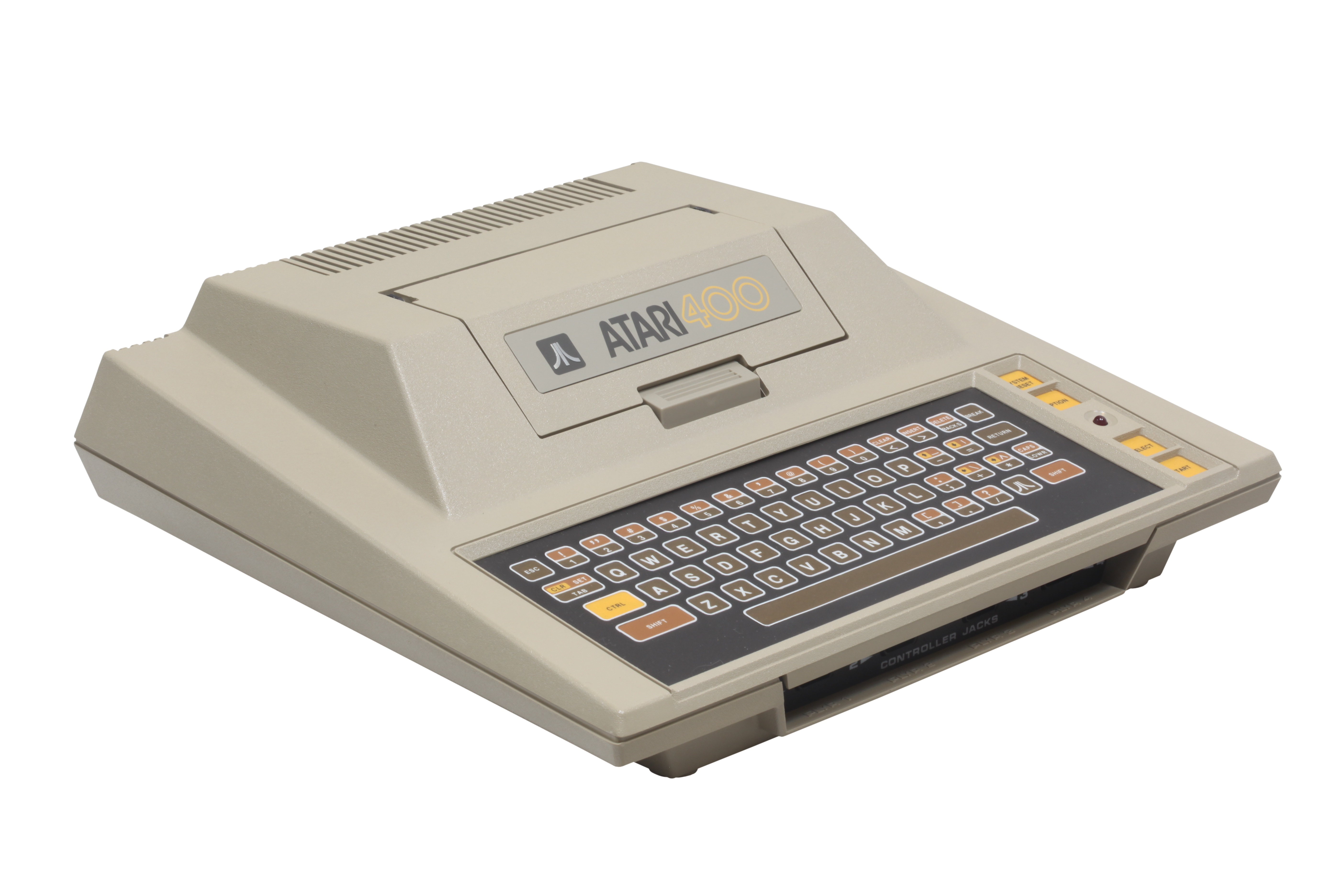
L'Atari 400 originale

The 400 Mini ha lo stesso aspetto esterno, in scala ridotta della metà, del case di un Atari 400.
All'annuncio del prodotto ci fu qualche critica sulla scelta del 400; nella stessa linea, la serie XL/XE era molto più diffusa in Europa, oppure l'Atari 800 è storicamente più rilevante. Retro Games ribatté di aver scelto il 400 perché facilmente riconoscibile ed evocativo degli albori dell'informatica domestica, specialmente negli USA.
La tastiera a membrana del 400 è riprodotta solo come decorazione, ma non è funzionante. Alcuni tasti all'occorrenza possono essere mappati su pulsanti del controller, ad esempio per eseguire giochi che in originale richiedevano l'uso di qualche tasto oltre al joystick. È disponibile una tastiera virtuale completa, ma non è pratica per la scrittura vera e propria, ad esempio per avventure testuali o per la programmazione del computer. Si può collegare una normale tastiera fisica via USB, ma con qualche problema di mappatura dei tasti.
The 400 Mini permette di eseguire una serie di videogiochi preinstallati, e di caricare qualsiasi software eseguibile per Atari 8-bit o file immagine di supporti storici da drive USB. Lo sportellino superiore, che nel 400 serviva a inserire cartucce, non è funzionante. Ci sono 4 porte USB dati disponibili sul davanti del modello, al posto di quelle che nel 400 erano porte joystick, e una sul retro.
Sempre sul retro sono disposti anche l'uscita audiovideo HDMI, la porta USB C per l'alimentazione elettrica, e il pulsante di accensione.
Il software di sistema, disponibile anche in italiano, fornisce un menù a carosello che permette di visionare e lanciare i giochi preinstallati, e di effettuare varie altre operazioni. Tra le più importanti ci sono il salvataggio della partita in corso e la possibilità di rimandare indietro l'esecuzione di 30 secondi. Altre funzioni disponibili sono la simulazione delle linee di scansione dello schermo a tubo catodico e l'aggiunta di cornici grafiche nel bordo lasciato vuoto dal formato 4:3.
In esecuzione può essere emulato un qualsiasi computer Atari 8-bit, nonché la console Atari 5200, sebbene il suo controller originale non sia implementato bene. Di default viene simulato l'Atari 800 con 48 kB di RAM e SO rev. B, sebbene non sia il modello più compatibile della linea; il modello scelto dall'utente per ogni gioco viene memorizzato. Il sistema di emulazione si basa sul core "atari800" dell'API Libretro (usata da RetroArch). La conformità all'hardware originale non è perfetta, infatti The 400 Mini non supera il programma di test Acid800. Alcuni limiti: l'overscan è supportato solo parzialmente, manca l'audio stereo, la RAM emulata non è espandibile oltre i 128 kB, non sono visibili i colori intermedi generati con l'artifacting.
Con la console viene fornito un joystick The CX Stick, scritto THECXSTICK, simile al classico Atari CX40, ma dotato di 7 pulsanti in più, di cui 4 integrati in un anello giallo che circonda la leva.
Fino a quattro joystick possono essere collegati in contemporanea, un uso supportato anche nell'originale da alcuni giochi come M.U.L.E.. Altri controller ufficialmente disponibili sono il gamepad The Gamepad, o THEGAMEPAD, e il joystick multipulsante a microswitch The Joystick, o THEJOYSTICK.

## Videogiochi inclusi
The 400 Mini include 25 videogiochi preinstallati e selezionabili da un menù a carosello, quasi tutti risalenti all'epoca degli Atari 8-bit e in gran parte famosi classici:
- Airball
- Asteroids
- Basketball
- Battlezone
- Berzerk
- Boulder Dash
- Bristles
- Capture the Flag
- Centipede
- Crystal Castles
- Elektraglide
- Encounter
- Flip and Flop (versione cartuccia, meno avanzata)
- Henry's House
- Hover Bovver
- Lee (ossia Bruce Lee, ma sono stati rimossi i riferimenti alla persona reale)
- Millipede
- Miner 2049er
- Missile Command
- M.U.L.E.
- O'Riley's Mine
- Seven Cities of Gold (versione senza introduzione animata e generatore di nuovi mondi)
- Star Raiders II
- Wavy Navy
- Yoomp! (un homebrew più recente)

Se si collega un joystick VCS Classic del moderno Atari VCS diventano disponibili anche:
- Super Breakout
- Castle Crisis (homebrew, clone di Warlords)

I propri giochi aggiuntivi si possono caricare liberamente da USB, ma senza la possibilità di sfogliarli dal menù a carosello.